# ムルシリ3世
ムルシリ3世（Muršili III、? - 紀元前1244年以後）は、ヒッタイトの大王（在位：紀元前1270年頃 - 紀元前1264年頃）。フルリ語では「ウルヒ・テシュプ Urhi-Tešub」と表記される。叔父のハットゥシリ3世と敵対して追放され、王位を奪われた。

## 来歴

### 即位
前王ムワタリ2世の息子として生まれた。彼は側室の産んだ庶子であったが、父の死によりヒッタイトの継承法に基づいてヒッタイト王となった。それはエジプトのファラオ・ラムセス2世の治世9/10年目であるとされ、すなわち紀元前1281/80年または1270/69年となる。彼の弱みのある立場は、のちのちムワタリの兄弟らとの対立の火種となる。
前王ムワタリは首都をタルフンタッシャに遷していたが、ムルシリ3世は再び旧都のハットゥシャに復した。それにはおそらく叔父ハットゥシリの献言があったとされる。同様にハットゥシリの献言により、ムワタリにより追放されていた皇太后（かつてのタワナンナ）タヌ・ヘパトやアムル王ベンテシナの名誉を回復し復旧させた。タヌ・ヘパトに対する恩赦の際は自分の意志によることを強調している。しかし他の勅令では叔父ハットゥシリと対立することになった。そのためシパツィティを相談役に据えたが、シパツィティとその父がハットゥシリと土地をめぐって対立し、謀反を起こしたためアラシア（キプロス島）に追放した。そのほかシェハの王マナバタルフンタを解任して召還し、息子のマシュトゥリと交代させ、ハットゥシャ市長ミッタナムワの息子から書記官長の職を剥奪した。こうした新人事も彼の将来に暗い影を落とす。

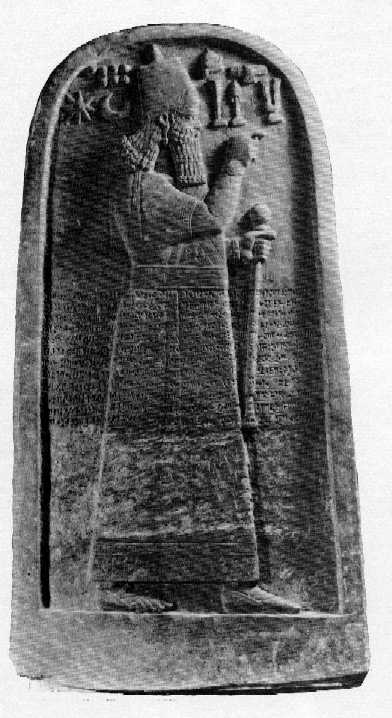
アッシリア王アダド・ニラリの像（2世か3世の可能性もある）。2003年のイラク戦争の際に略奪され、行方不明になっている。

### 失政と追放
ラムセス2世は治世8年目（紀元前1271年？）と10年目（紀元前1269年？）にシリアに遠征し、ヒッタイト支配下にある複数の都市を奪った。しかしヒッタイトのカルケミシュ総督シャフルウヌワがそれを奪還することに成功した。一方ミタンニ王ワサシャッタはムルシリに賂してアッシリアと戦うよう要請し、ムルシリも応諾したが、言葉ばかりで軍隊を送らなかった。同じことは既にワサシャッタの父王シャットゥアラ1世に対しても行っていた。こうしてミタンニはアッシリアに征服されることになる。そのアッシリア王アダド・ニラリ1世を、ムルシリは「大王」と認めたものの、意趣返しのため大国の君主間の通例である「我が兄弟」と呼びかけず、両国の関係がさらに悪化した。
やがて即位から7年目（紀元前1264年か）、ハットゥシリからその知行地であるハクミッサとネリッカを取り上げようとしたため、逆にハットゥシリによってサムハに幽閉され、次いでヌハッシェに追放された。しかしハットゥシリはムルシリの王位は奪っても、殺すことは拒否した。かつての相談役シパツィティはムルシリのため挙兵しようとしたが失敗し、内戦は回避された。かつての臣下たちであるマシュトゥリやミッタナムワはハットゥシリの側に付いた。ムルシリの失政もあり、属国の王たちにもムルシリを支持しようとする者はいなかった。
ヌハッシェにいたムルシリは姉妹の嫁ぎ先であるバビロンを巻き込んで陰謀を計画したが、失敗して今度はアラシア（キプロス）に流された。ムルシリはアラシアからシリアのエジプト領内に逃れ、ハットゥシリはラムセス2世にムルシリの引渡しを求めたが、ラムセスは関知せずとして拒絶した。紀元前1259年にエジプトとヒッタイトの間に和平条約が結ばれ、互いの犯罪人引渡しが定められたが、ムルシリは例外的にエジプトに留まることが許された。ムルシリは王位を追われて20年後もエジプトで生存していたことが確認されている。ハットゥシリはムルシリの弟クルンタをタルフンタッシャ副王に封じてムルシリに近い者たちを懐柔し、その支配が揺るぐことはなかったものの、この簒奪劇はのちのヒッタイト帝国の命運に悪い影響を及ぼすことになる。

## 文献
- Horst Klengel: Geschichte des hethitischen Reiches (HdO I/XXXIV)., S. 218-235. Leiden, Boston, Köln: Brill 1999. ISBN 90-04-10201-9
- Birgit Brandau, Hartmut Schickert:Hethiter: Die unbekannte Weltmacht
- Trevor Bryce, The Kingdom of the Hittites, Oxford University Press, (1999)